# Dan Crippen
Pour les articles homonymes, voir Crippen.
Dan Crippen est un haut fonctionnaire américain né le 18 mars 1952, à Canistota, dans le Dakota du Sud. Le Dr. Crippen a obtenu un diplôme de l'Université du Dakota du Sud (B.S.) en 1974 et de l'Université d'État de l'Ohio en 1976 (M.A.) et en 1981 (Ph.D.). 
De 1987 à 1989 il est conseiller du Président Ronald Reagan pour la politique intéreieure.
De 1999 à 2003, il fut Directeur du Bureau budgétaire du Congrès (Congressional Budget Office).
Le 28 juillet 2004, l'administrateur de la NASA, Sean O'Keefe l'a choisi pour faire partie de la commission consultative de la NASA sur la sécurité aérospatiale (NASA's Aerospace Safety Advisory Panel ou ASAP). 
Il a aussi été un membre du groupe de travail Stafford-Covey, pour le retour en vol de la navette spatiale. 
Le 15 février 2005, le site Internet NASAWatch a fait circuler l'information qu'il serait nommé par le Président George W. Bush le prochain administrateur de la NASA.